# 暴翔雲
暴翔雲（?—?），河南省衛輝府滑縣人，清朝政治人物、進士出身。
光緒二十四年（1898年），参加光緒戊戌科殿試，登進士二甲69名。同年五月，授工部主事。